# Hamry nad Sázavou
Hamry nad Sázavou (in tedesco Figlhammer) è un comune ceco situato nel distretto di Žďár nad Sázavou, nella regione di Vysočina.